# Ossan's Love
Ossan's Love (おっさんずラブ, Ossan zu Rabu) est un drama BL japonais en seize épisodes de 46 minutes, adaptant le film BL du même nom, diffusée du 21 avril 2018 au 21 décembre 2019 sur TV Asahi.
Une adaptation cinématographique, Ossan's Love: Love or Dead, sort en 2019.